# Uhy
Uhy è un comune della Repubblica Ceca facente parte del distretto di Kladno, in Boemia Centrale.

## Geografia fisica
I comuni limitrofi sono Radovič, Velvary, Velká Bučina, Dolní Kamenice e Budihostice ad ovest, Sazená, Chržín, Vepřek e Nová Ves a nord, Hleďsebe, Podhořany, Miřejovice, Staré Ouholice, Nové Ouholice e Všestudy ad est e Nelahozeves, Lešany, Malá Bučina e Lobeček a sud.

## Storia

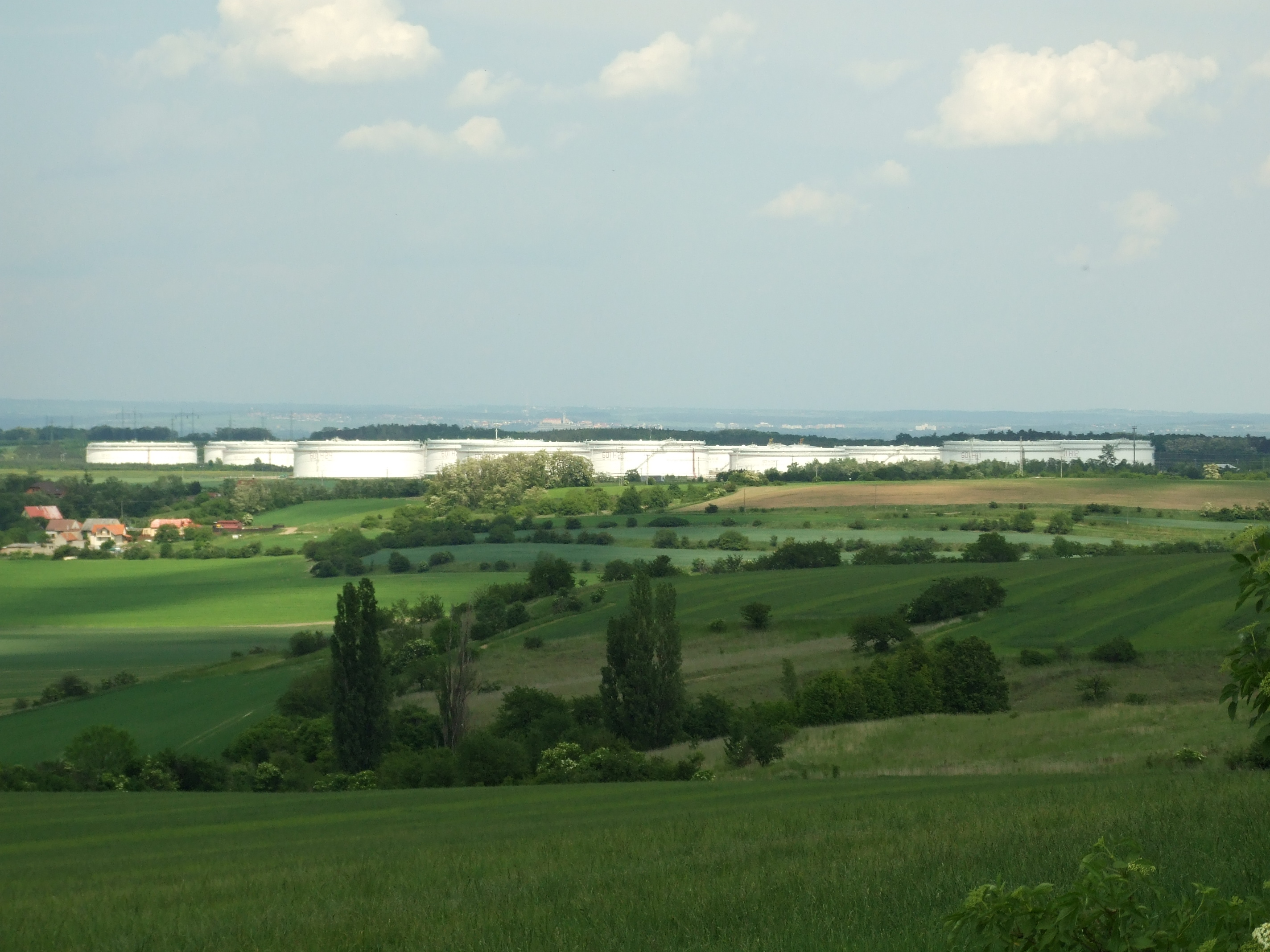
Boschi di faggio.

La prima menzione scritta del villaggio risale al 1318. Si sono susseguiti diversi proprietari del paese: nel 1495 la famiglia Schellenberg; nel 1518 Sezema di Ústí; nel 1536 Sigismondo Slezský di Chlum; e nel XVII secolo Valkoun Bohuchval di Adlar. Nel 1736 il conte Philipp Kinsky fece costruire un castello che, nel XIX secolo venne tramutato in una fattoria.
Nel 1870 Uhy era integrato nel comune Chržín e divenne nuovamente indipendente nel 1907. Appartiene al distretto di Kladno solo dal 1960.

## Monumenti
- Castello mantenuto in cattivo stato, in quanto la sua importanza culturale non è stata riconosciuta abbastanza rilevante
- Memoriale alle vittime della seconda guerra mondiale